# Hệ (địa tầng)
Một hệ hay hệ địa tầng trong địa tầng học là đơn vị hỗn hợp lý tưởng của hồ sơ địa chất được tạo ra từ sự kế tiếp của các lớp đá đã trầm lắng xuống cùng nhau trong phạm vi của một khoảng thời gian địa chất tương ứng (một kỷ địa chất), và được sử dụng để xác định niên đại các mẫu vật đối với kỷ địa chất tương ứng đó. Vì thế, hệ là đơn vị của hồ sơ địa chất hoặc thạch trụ, ráp lại thành khối cùng nhau theo quy luật đè chồng và được ánh xạ vào kỷ tương ứng của chúng— một đơn vị thời địa tầng liên tục gắn liền hay một metric có liên quan mà ICS đã xác định như là niên đại vững chắc cho các thiết lập trong niên đại địa chất. Vì vậy, một hệ là đơn vị của thời địa tầng, không liên quan tới thạch địa tầng, trong đó người ta phân chia các lớp đá theo tính chất thạch học của chúng. Các hệ là đơn vị phân chia của giới và chính chúng lại được phân chia thành các thống.
Hệ là thuật ngữ định nghĩa một đơn vị các lớp đá được hình thành trong một khoảng thời gian nhất định; về mặt lý thuyết nó là tương đương với thuật ngữ kỷ trong địa chất học, cũng là đơn vị được định nghĩa như là một khoảng thời gian, nhưng không giống như kỷ là sự liên tục của khoảng thời gian, hệ tại nhiều khu vực có thể bị đứt đoạn hay không hoàn chỉnh do các lực địa chất có thể tạo ra các phay nghịch hay thuận tại khu vực, bẻ cong cảnh quan và làm lộ thiên các đặc trưng địa hình khi lớp đá tích lũy bị phong hóa hay ngược lại. Hồ sơ đá tổng thể đã được tạo dựng lên theo từng mẩu nhỏ trong suốt mỗi hệ hay thống tự nhiên, sử dụng quy luật đè chồng, và được xử lý trong thực tế như là một thạch trụ lớn và liên tục, tổng thể của nó là khớp với kỷ địa chất tương ứng. Vì lý do này, hai thuật ngữ kỷ và hệ đôi khi bị dùng lẫn lộn và gây bối rối trong các văn bản không chính thức.

## Hệ trong niên đại địa chất
Các hệ của liên giới Hiển sinh đã được định nghĩa trong thế kỷ XIX, bắt đầu với hệ Creta (do nhà địa chất người Bỉ là Jean d'Omalius d'Halloy đề xuất trong bồn địa Paris) và hệ Than đá (do các nhà địa chất người Anh là William Conybeare và William Phillips đề xuất) năm 1822. Các giới Cổ sinh và Trung sinh được phân chia thành các hệ hiện nay vẫn sử dụng trước nửa sau của thế kỷ XIX, ngoại trừ sửa đổi nhỏ khi hệ Ordovic được thêm vào năm 1879.
Giới Tân sinh gần đây đã trải qua một số sửa đổi của Ủy ban Địa tầng Quốc tế (ICS), với nhiều khả năng nhất sẽ là phân chia thành ba hệ (Paleogen, Neogen và Đệ Tứ) trong khi các tên gọi cũ hơn (và hiện tại vẫn được biết đến nhiều hơn) là các thống (Paleocen, Eocen, Oligocen, Miocen và Pliocen) hoặc đã bị bỏ đi (Đệ Tam).
Một phát triển gần đây là sự phân chia chính thức của liên giới Nguyên sinh thành các hệ, đã được quyết định năm 2004.

### Các chủ đề liên quan
- Thời địa tầng học
- Niên đại địa chất
- Quần động vật
- Vị trí điển hình
- Danh sách các GSSA
- Danh sách các GSSP